# Gerthein Boersma
Gerthein Boersma (Rheden, 24 april 1978) is een Nederlandse stand-upcomedian, televisieschrijver en -redacteur en games- en pokerjournalist.

## Comedy
In 2011 haalde Boersma de finale van de Culture Comedy Award. Samen met de winnaar, Felix Heezemans, en de overige finalisten toerde hij in 2011 en 2012 langs Nederlandse en Belgische theaters.
Boersma won in 2012 de Comedy Slam en was de eerste comedian die daarbij zowel de jury- als de publieksprijs in de wacht sleepte. Sinds eind 2011 speelt hij bij Comedy Explosion en sinds eind 2013 bij comedyclub Badaboom.
In 2013 haalde Boersma samen met Kasper van der Laan als duo Kasper & Gerthein de finale van het Griffioen/Zuidplein cabaretfestival. In mei 2013 won hij de Delft Talent Comedy Award.
In juli 2014 verscheen Boersma's eerste comedy-boekje, Van Die Mensen Die.... Het is een cadeauboekje met grappige observaties, gebaseerd op het gelijknamige Twitter- en Facebook-project dat hij in 2011 oprichtte en waaraan nog vier andere auteurs meewerken, waaronder comedian Eric van der Woude.
In augustus 2014 was hij een van de vier comedians die te gast was in het televisieprogramma Utopia van SBS6, om de inwoners de principes van stand-upcomedy en het fenomeen roast bij te brengen. Aan de roast was een wedstrijd verbonden; zijn team, bestaand uit Nicolien, Giorgio en Marije, won uiteindelijk de Gouden Grill.
In september 2014 werkte hij mee aan Comedy Bits, een stand-up pilot van Badaboom.tv met een stuk over meeuwen, dat Flabber.nl haalde. In oktober 2014 speelde hij, evenals onder meer Jan Jaap van der Wal en Jörgen Raymann, op het International Comedy Festival Rotterdam.
Sinds eind 2015 is Boersma aspirant-lid van de Comedytrain; sindsdien treedt hij wekelijks op in Toomler. Sinds mei 2017 is Boersma volledig lid van de Comedytrain.
Boersma is daarnaast sinds 2014 tekstschrijver bij De Wereld Draait Door en sinds 2017 schrijver-redacteur bij Zondag met Lubach en Dit was het nieuws. Sinds begin 2020 verzorgt hij wekelijks de column Is het al weekend? in het ochtendprogramma van Giel Beelen op Radio Veronica.

## Overig
Van 2003 tot 2013 was Boersma werkzaam bij het gestopte Nintendo-tijdschrift [N]Gamer, van 2004 tot 2007 als eindredacteur. Tevens is Boersma de oprichter en voormalig hoofdredacteur van Poker Magazine, het eerste pokertijdschrift van de Benelux. Het blad bestond van 2007 tot 2009. Sindsdien is Boersma werkzaam voor een website over poker in de functie van commentator.
Boersma is één van de drie schrijvers van de videogame Lake, dat in september 2021 verscheen en door het tijdschrift The New Yorker werd uitgeroepen tot één van de twaalf beste games van het jaar.
In 2021 schreef Boersma zijn eerste korte science fiction-verhaal, Parterretrap, waarmee hij de Harland Award won.